# Witoogbuulbuul
De witoogbuulbuul (Pycnonotus simplex) is een zangvogel uit de familie van de buulbuuls (Pycnonotidae) die voorkomt in de Indische Archipel.

## Kenmerken
Deze buulbuul is 17 cm lang. Het is een saai gekleurde, overwegend grijsbruine vogel. Hij lijkt sterk op de roodoogbuulbuul (P. brunneus). De witoogbuulbuul is wat lichter met een vuilwitte keel en verder roomkleurig tot grijs op de borst en buik. Volwassen witoogbuulbuuls op Borneo hebben een rode iris; alleen de onvolwassen witoogbuulbuul heeft een vuilwitte of grijze iris.
Bij de ondersoort P. s. simplex op Malakka en Sumatra en de ondersoort P. s. halizonus hebben volwassen vogels een witte iris. Volgens een studie gebaseerd op moleculair genetisch onderzoek, gepubliceerd in 2019, zijn de volwassen vogels met een witte iris die op Borneo voorkomen een aparte soort, de crèmeoogbuulbuul (P. pseudosimplex). De vogels zien er verder net zo uit als de witoogbuulbuul met rode ogen.

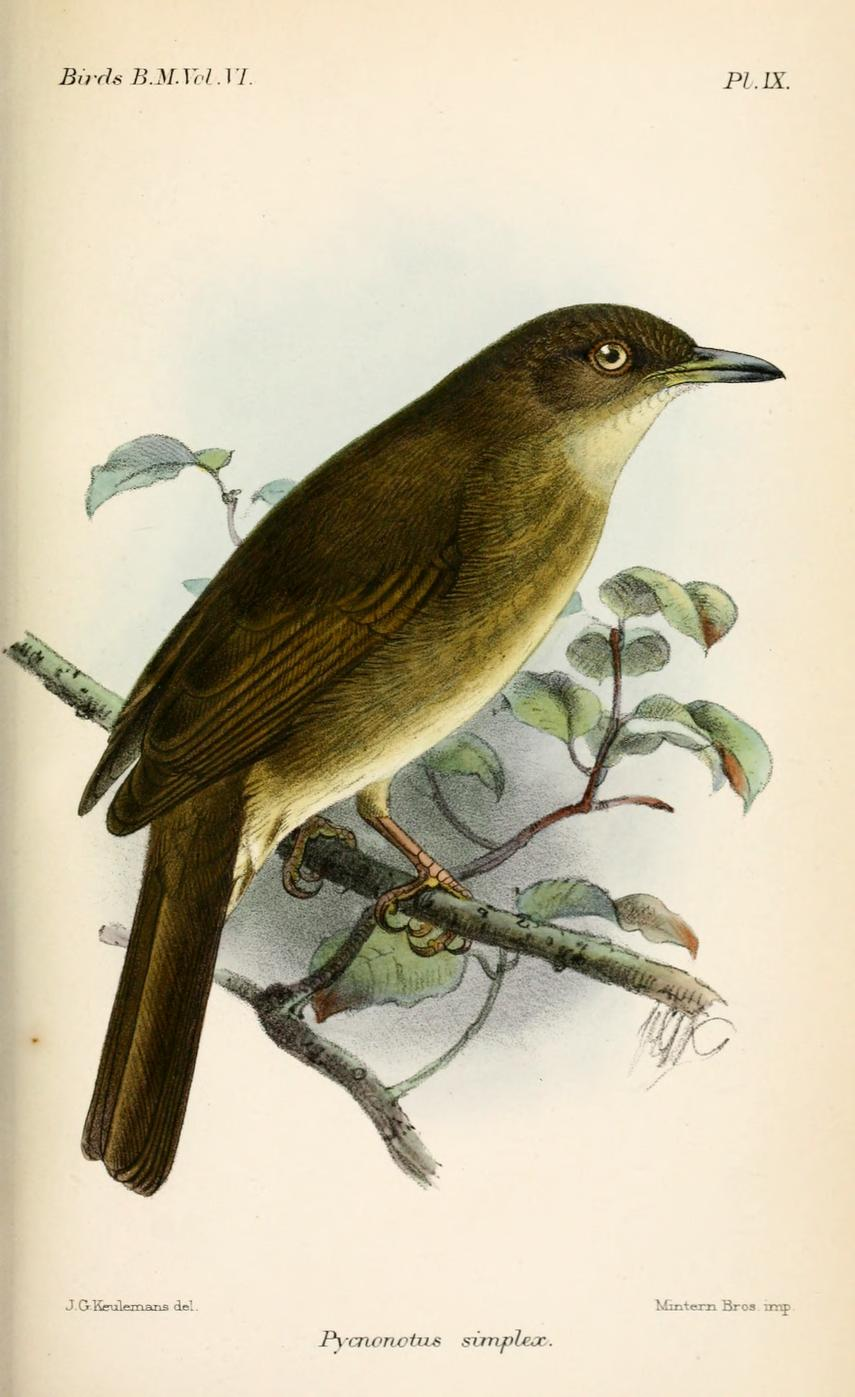
Illustratie van John Gerrard Keulemans uit 1881

## Verspreiding en leefgebied
De witoogbuulbuul komt voor op het schiereiland Malakka en de eilanden Sumatra en Borneo. Het is net als de roodoogbuulbul een vogel van laaglandregenbos en dan vooral de randen en/of open plekken in het bos. Mogelijk is deze soort niet zo goed aangepast aan aangetast regenwoud.
De soort telt vier ondersoorten:
- P. s. simplex: van Malakka tot Sumatra en Borneo en de nabijgelegen eilanden. De vogels op Malakka en Sumatra hebben vaak een witte iris.
- P. s. perplexus Borneo en nabijgelegen eilanden. Deze hebben altijd rode ogen.
- P. s. prillwitzi: Java. Merendeels met rode of oranje ogen.
- P. s. halizonus: de Anambaseilanden en de noordelijke Natuna-eilanden. Merendeels met witte iris.

## Status
De witoogbuulbuul heeft een enorm groot verspreidingsgebied en daardoor alleen al is de kans op de status kwetsbaar (voor uitsterven) uiterst gering. De grootte van de populatie is niet gekwantificeerd, maar gaat in aantal achteruit door versnippering van het leefgebied. Echter, het tempo ligt onder de 30% in tien jaar (minder dan 3,5% per jaar). Om deze redenen staat deze buulbuul als niet bedreigd op de Rode Lijst van de IUCN.